# Bythinella bicarinata
Bythinella bicarinata é uma espécie de gastrópode da família Hydrobiidae.
É endémica de França. 